# Nederlands landskampioenschap voetbal 1921/1922
Třicátý čtvrtý ročník Nederlands landskampioenschap voetbal (česky: Nizozemské fotbalové mistrovství) se účastnilo opět 43 klubů, které byly rozděleny do čtyř skupin (Východní, západní, jižní a západní).
Vítězové skupin odehrály zápasy v jedné skupině každý s každým. Titul získal podruhé v klubové historii Go Ahead Eagles, který vyhrál v dodatečném utkání Blauw-Wit Amsterdam 1:0.